# Tashira Renfurm
Tashira Shannon Christina Renfurm (17 september 1993) is een Nederlands voormalig voetballer. Ze speelde tussen 2012 en 2016 voor FC Twente.

## Carrière
Renfurm werd in 2008 door FC Twente gescout bij ESA, waarna ze een jaar deels bij de ene en deels bij de andere vereniging speelde. In seizoen 2009/10 kwam ze in het nieuw gevormde beloftenelftal van de club, dat onder de naam vv ATC '65 in de Eerste klasse startte. Na kampioen te zijn geworden dat jaar wist Renfurm met het elftal promotie af te dwingen in de play-offs naar de hoofdklasse. In het daaropvolgende seizoen wist ze met het elftal opnieuw promotie af te dwingen. Ditmaal naar de nieuw te vormen Topklasse. In seizoen 2011/12 maakte Renfurm wederom deel uit van het beloftenelftal, maar werd al regelmatig bij het eerste gehaald door trainer John van Miert. Toen in de winterstop haar trainer Arjan Veurink promotie maakte naar het eerste elftal ging Renfurm met hem mee en debuteerde niet veel later in de Eredivisie. Op 24 januari 2012 liet Veurink haar invallen in een duel tegen FC Zwolle. Twente won met 4-0. In de slotfase van de competitie kwam Renfurm door een blessure van linksachter Lorca Van De Putte veelvuldig in actie. Renfurm kende veelvuldig blessures en besloot haar loopbaan in 2016 na het behalen van de landstitel.

## Statistieken
| Seizoen         | Club            |                    | Competitie      | Competitie | Competitie | Beker | Beker | Internationaal | Internationaal | Overig | Overig | Totaal | Totaal |
| Seizoen         | Club            | Wed.               | Competitie      | Dlp.       | Wed.       | Dlp.  | Wed.  | Dlp.           | Wed.           | Dlp.   | Wed.   | Dlp.   |        |
| --------------- | --------------- | ------------------ | --------------- | ---------- | ---------- | ----- | ----- | -------------- | -------------- | ------ | ------ | ------ | ------ |
| 2011/12         | FC Twente       | Vlag van Nederland | Eredivisie      | 6          | 0          | 1     | 0     | 0              | 0              | 0      | 0      | 7      | 0      |
| Carrière totaal | Carrière totaal | Carrière totaal    | Carrière totaal | 6          | 0          | 1     | 0     | 0              | 0              | 0      | 0      | 7      | 0      |

Bijgewerkt op 22 mei 2012 11:35 (CEST)